# Stichting Diogenes Leiden
De Stichting Diogenes Leiden is een stichting die monumenten in Leiden restaureert en beheert.

## Oprichting en doelstelling
De stichting Diogenes werd opgericht in 1973. De oprichters wilden de aantrekkelijkheid van de Leidse binnenstad vergroten door vervallen panden te restaureren en bewoonbaar te maken. In die tijd was de binnenstad van Leiden nog sterk verpauperd. Weliswaar waren meer dan duizend panden aangewezen als rijksmonument, maar zowel de gemeente als particuliere eigenaren deden te weinig om ze op te knappen. In een aantal gevallen vroeg de gemeente zelfs aan de Rijksoverheid om panden af te voeren van de Monumentenlijst omdat ze niet meer te redden zouden zijn.
De stichting is genoemd naar de filosoof Diogenes van Sinope die volgens een legende in een regenton sliep en aan Alexander de Grote zou hebben gevraagd een stap opzij te doen, omdat Alexander het zonlicht voor Diogenes wegnam.
Het doel van de stichting is nog steeds hetzelfde: het restaureren van monumentale en andere beeldbepalende panden en het geven van een duurzame goede bestemming daaraan.

Diogenes is door de Belastingdienst erkend als culturele Algemeen nut beogende instelling (ANBI).

## Activiteiten van de stichting
Het eerste project dat Diogenes aanpakte was de restauratie van de panden Lokhorststraat 18, 20 en 22. Het waren oorspronkelijk woonhuizen geweest, maar ze waren in de loop van de jaren sterk verkrot en in gebruik genomen als pakhuis. Dankzij Diogenes konden ze worden gered van de sloop en kregen ze hun woonfunctie terug.
In de jaren 1974-1995 kon de stichting Diogenes diverse verkrotte monumenten aankopen en restaureren. Daarbij werd goed samengewerkt met het gemeentebestuur, dat vanaf 1974, na een verandering in de samenstelling, veel meer oog had voor het historische karakter van de binnenstad dan eerder het geval was, en met de Rijksdienst voor de Monumentenzorg, een voorganger van de Rijksdienst voor het Cultureel Erfgoed. Mede doordat de subsidieregelingen voor de restauratie van monumenten beperkt werden, verminderde daarna het aantal restauraties door Diogenes.
De gerestaureerde panden worden door Diogenes als woonruimte verhuurd, met één uitzondering: de Latijnse School aan de Lokhorststraat, die als kantoorruimte in gebruik is.

## Recente projecten
Na een aantal jaren van betrekkelijke rust heeft Diogenes opnieuw panden aangekocht en gerestaureerd. In 2014 werden Hogewoerd 59-61 en Hogewoerd 63 gekocht en in 2022 Hogewoerd 132. Al deze panden zijn Rijksmonument en waren dringend aan restauratie toe. 
Hogewoerd 59-61 is een voormalige wijnkoperij met bovenwoningen. Het bestaat uit drie eeuwenoude panden die rond 1804 zijn samengevoegd, maar in bouwkundige zin nog steeds te onderscheiden waren. In de negentiende eeuw hebben de panden een gezamenlijke voorgevel gekregen, die rond 1930 is aangepast in de stijl van de Amsterdamse School.

Diogenes heeft Hogewoerd 59-61 in de periode september 2016 - oktober 2017 gerestaureerd. Daarbij zijn de scheidingsmuren tussen de drie oorspronkelijke panden weer in ere hersteld. Er zijn drie grote woningen ontstaan: Hogewoerd 59, 61 en 61A.
Hogewoerd 63 is lange tijd een winkel met bovenwoning geweest. Net als het buurpand heeft het een lange geschiedenis. Een van de bijzonderheden van het pand is dat de student-dichter Piet Paaltjens (François Haverschmidt) van 1852 tot 1858 een of meer kamers in het pand huurde. Ter nagedachtenis aan Piet Paaltjens is in 1955 een gedenksteen in de gevel van Hogewoerd 63 aangebracht.

De restauratie van Hogewoerd 63 is uitgevoerd in de periode februari 2019 - februari 2020. Het pand heeft nu alleen een woonfunctie.
Hogewoerd 132 is gebouwd rond 1660 en was lange tijd in gebruik als bakkerij. Later waren er ook andere winkels in gevestigd. Een bijzonderheid van het pand is dat er tegen de zijgevel een pothuis is gebouwd. Dergelijke kleine uitbouwen kwamen in vroegere eeuwen in Leiden veel voor, maar zijn nu heel zeldzaam geworden.

Na een uitgebreide voorbereiding is in maart 2024 gestart met de restauratie van Hogewoerd 132. Het pand is daarbij verdeeld in twee appartementen. Het bovenappartement heeft een eigen ingang aan de Rijnstraat.

## De panden van Diogenes
Klik op een foto om hem te vergroten.

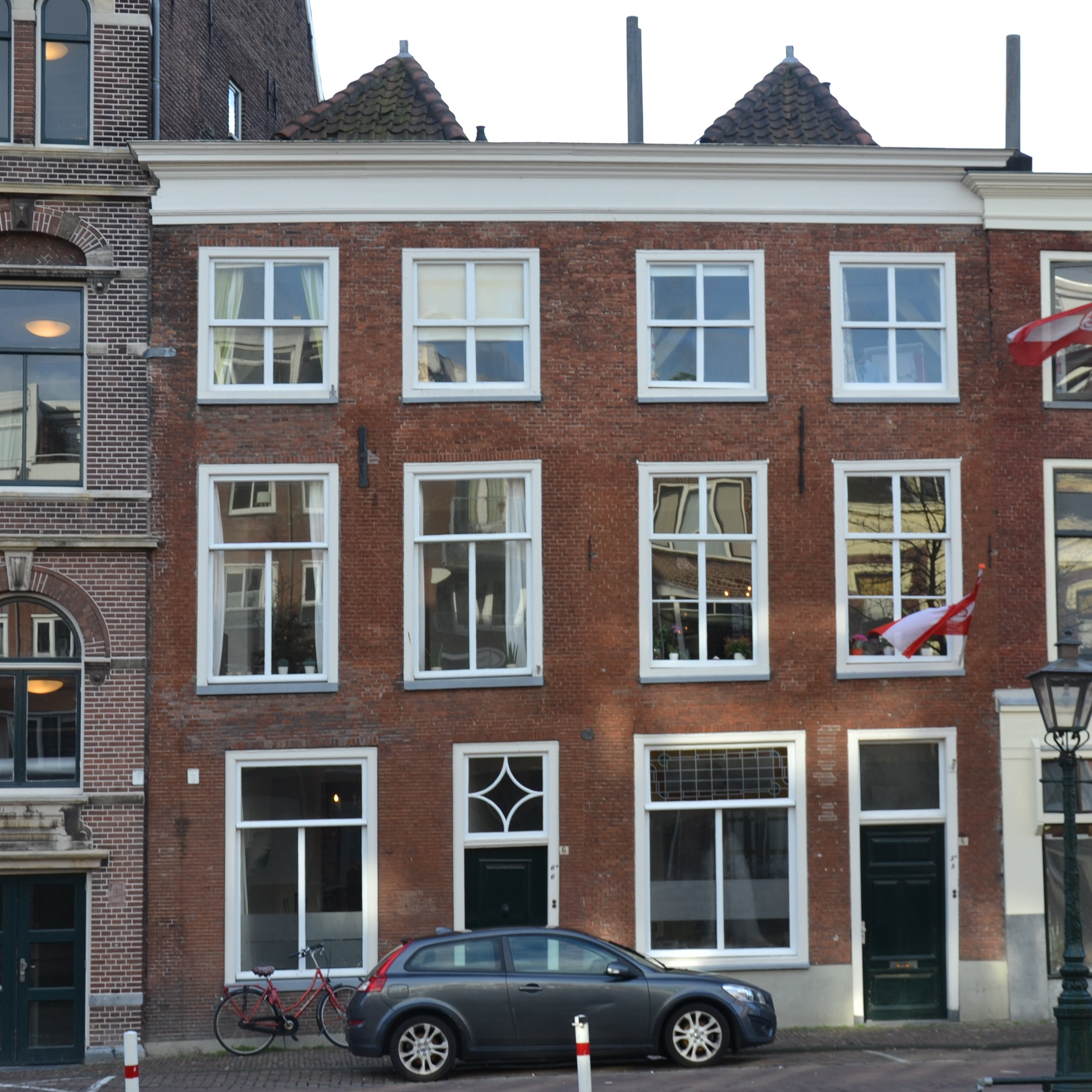
Aalmarkt 5/5a en 6/6a
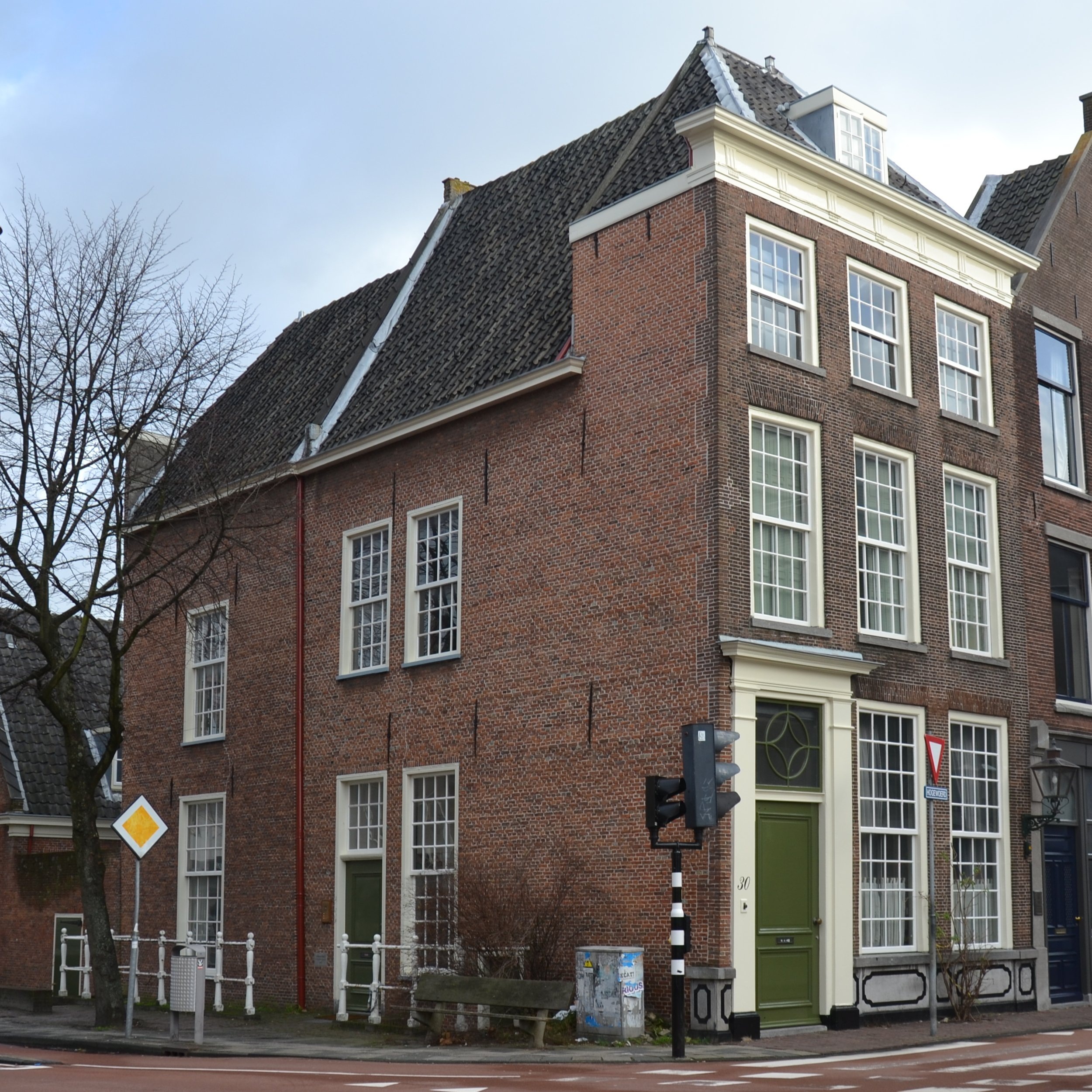
Hogewoerd 30 en Watersteeg 5, 7 en 9
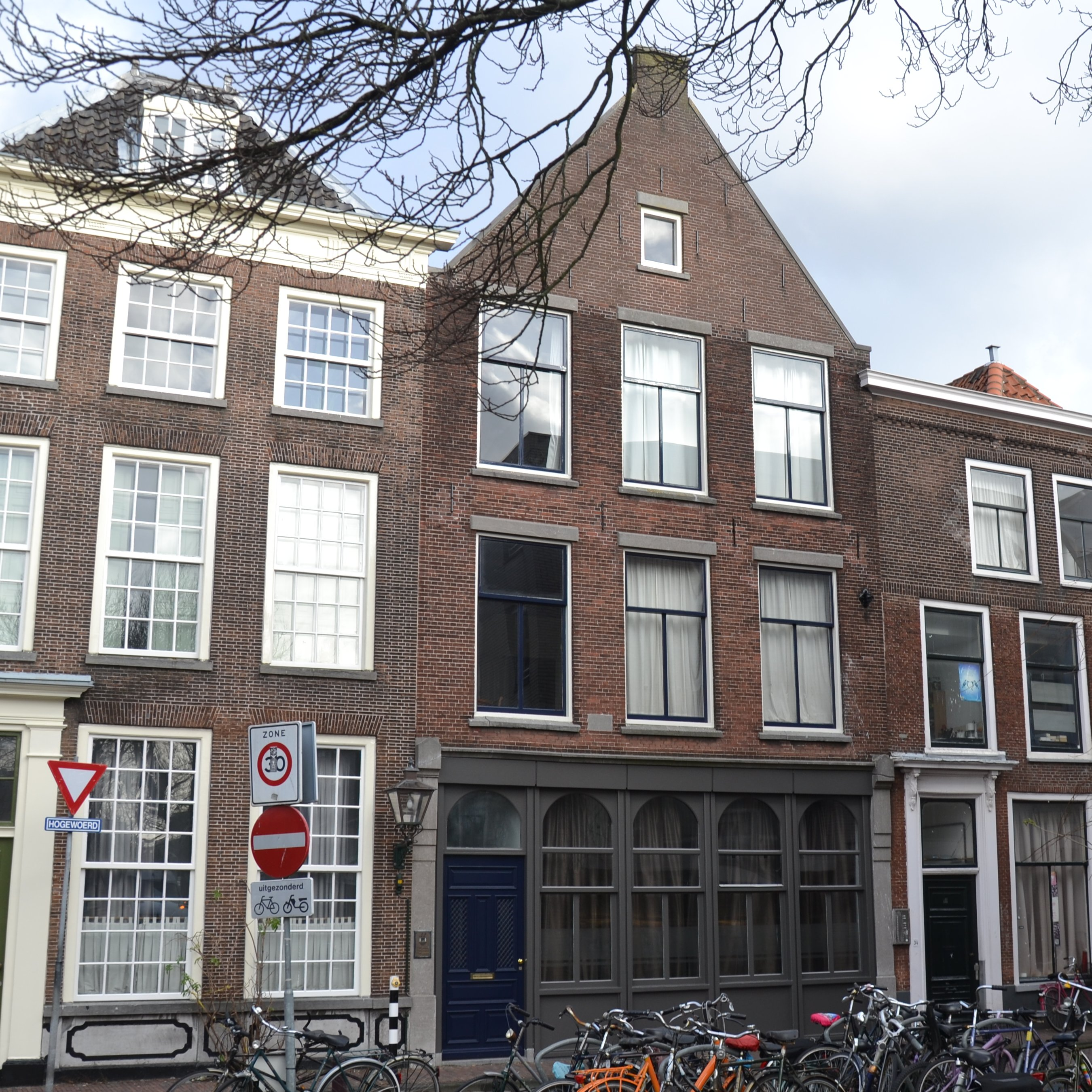
Hogewoerd 32a/32b/32c
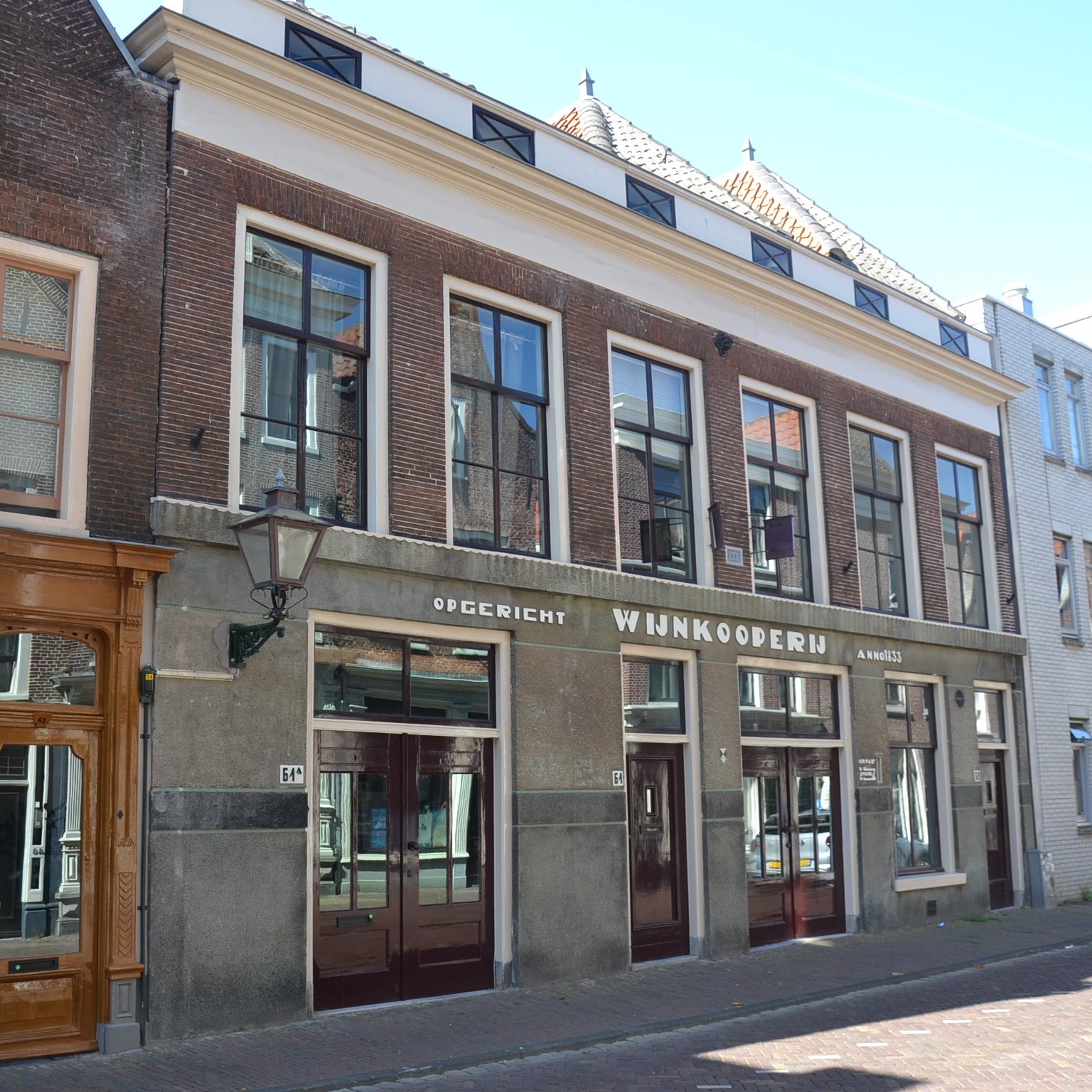
Hogewoerd 59, 61 en 61A
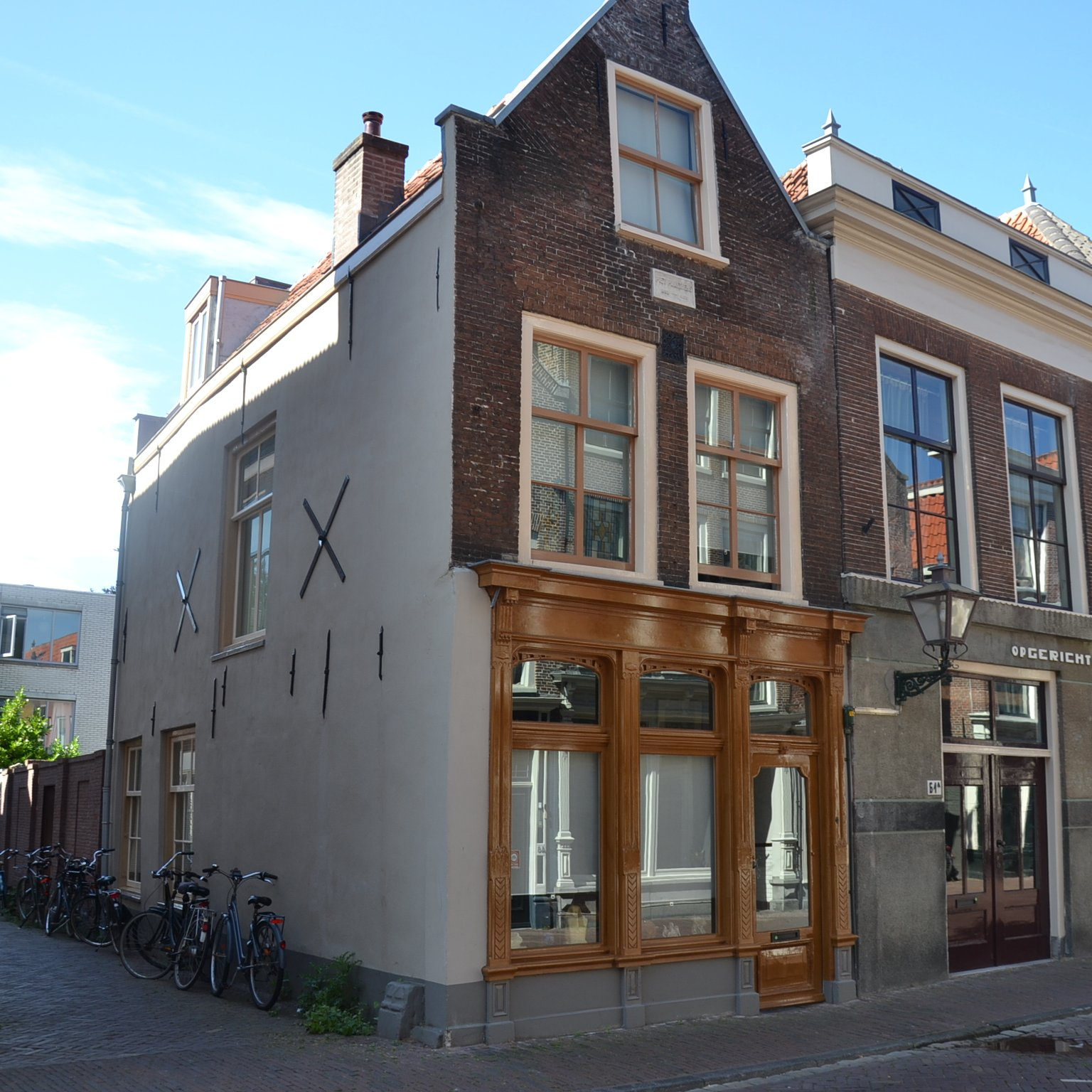
Hogewoerd 63
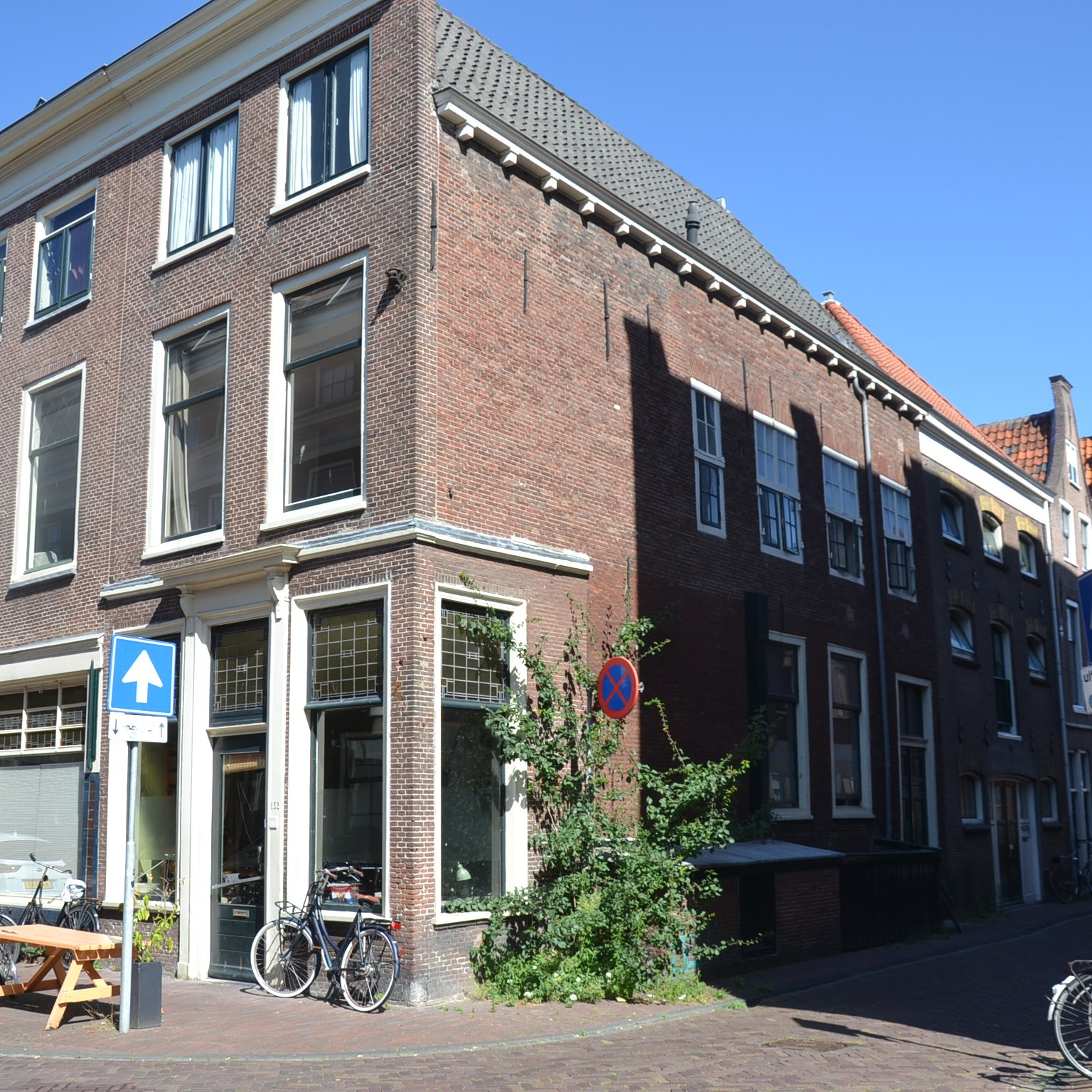
Hogewoerd 132
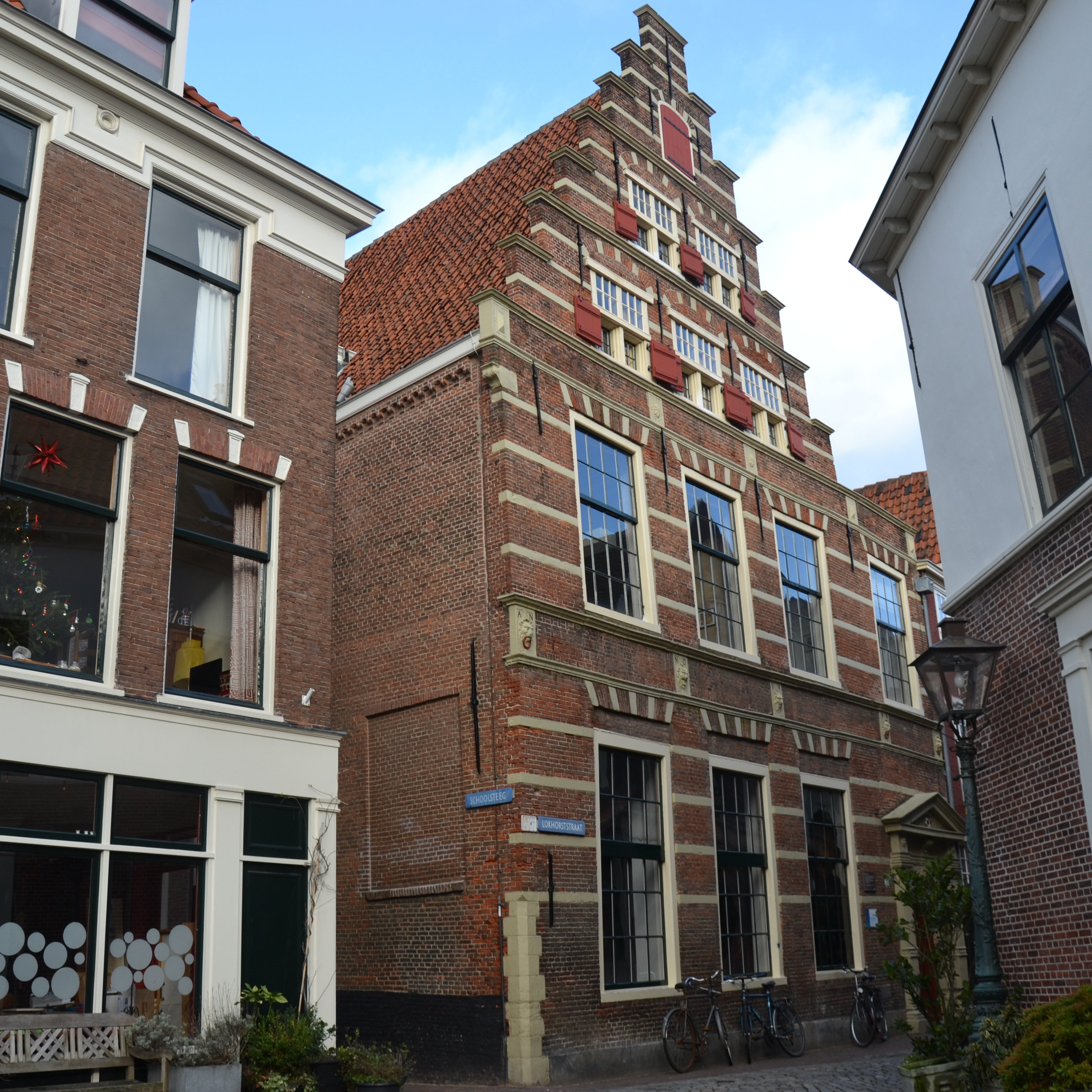
Lokhorststraat 16 (de Latijnse School)
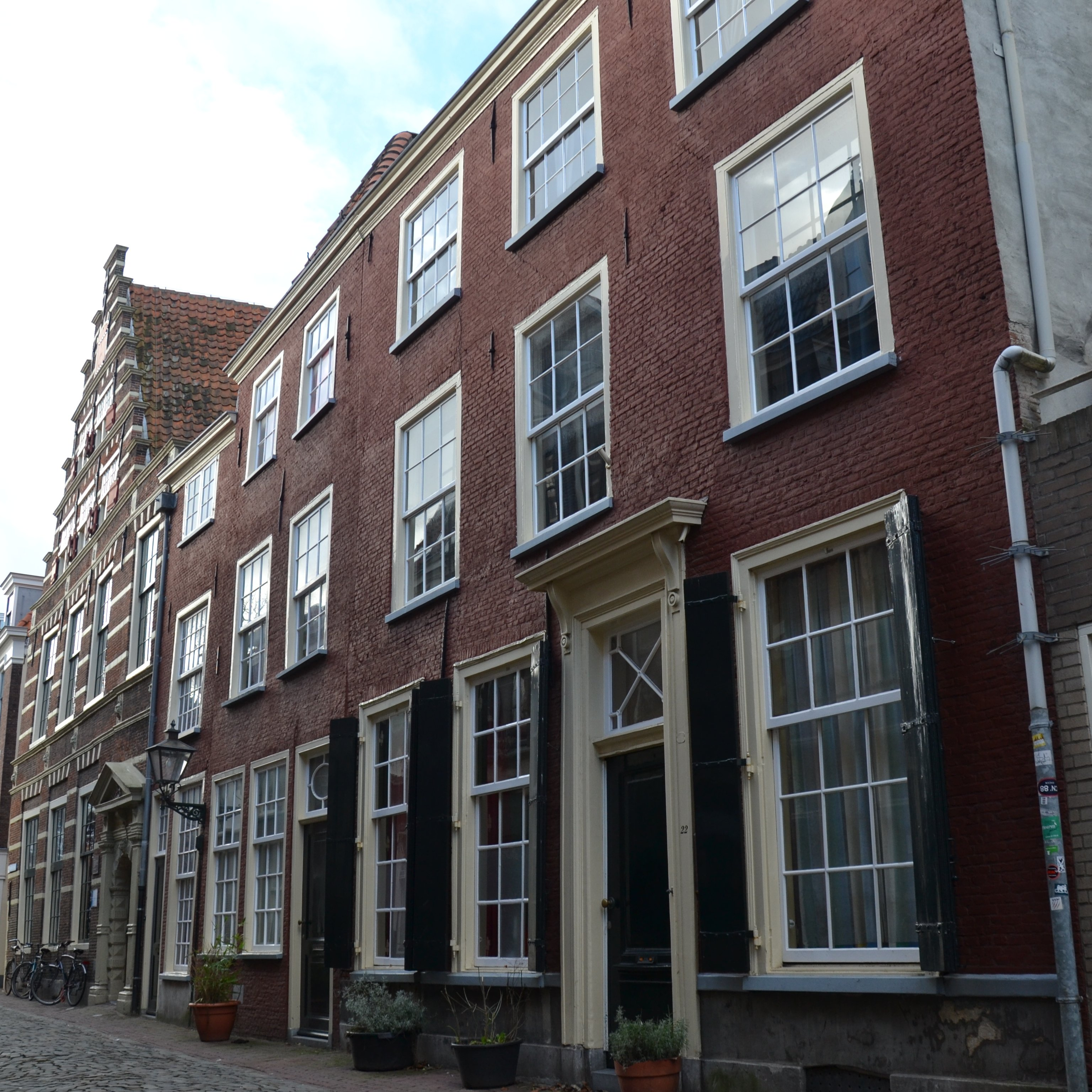
Lokhorststraat 18, 20 en 22a/b/c/d
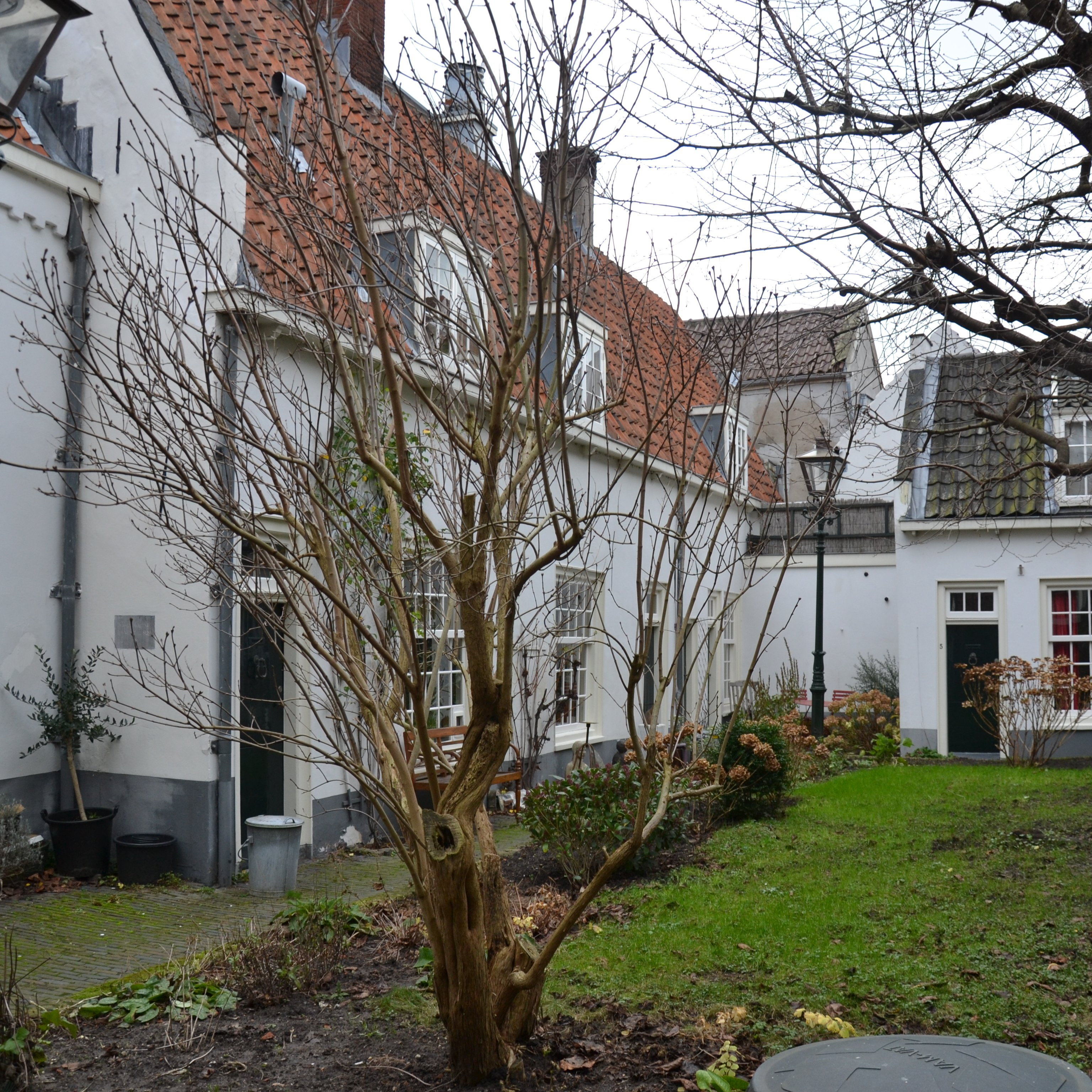
Mierennesthofje 1/2/3/4/5
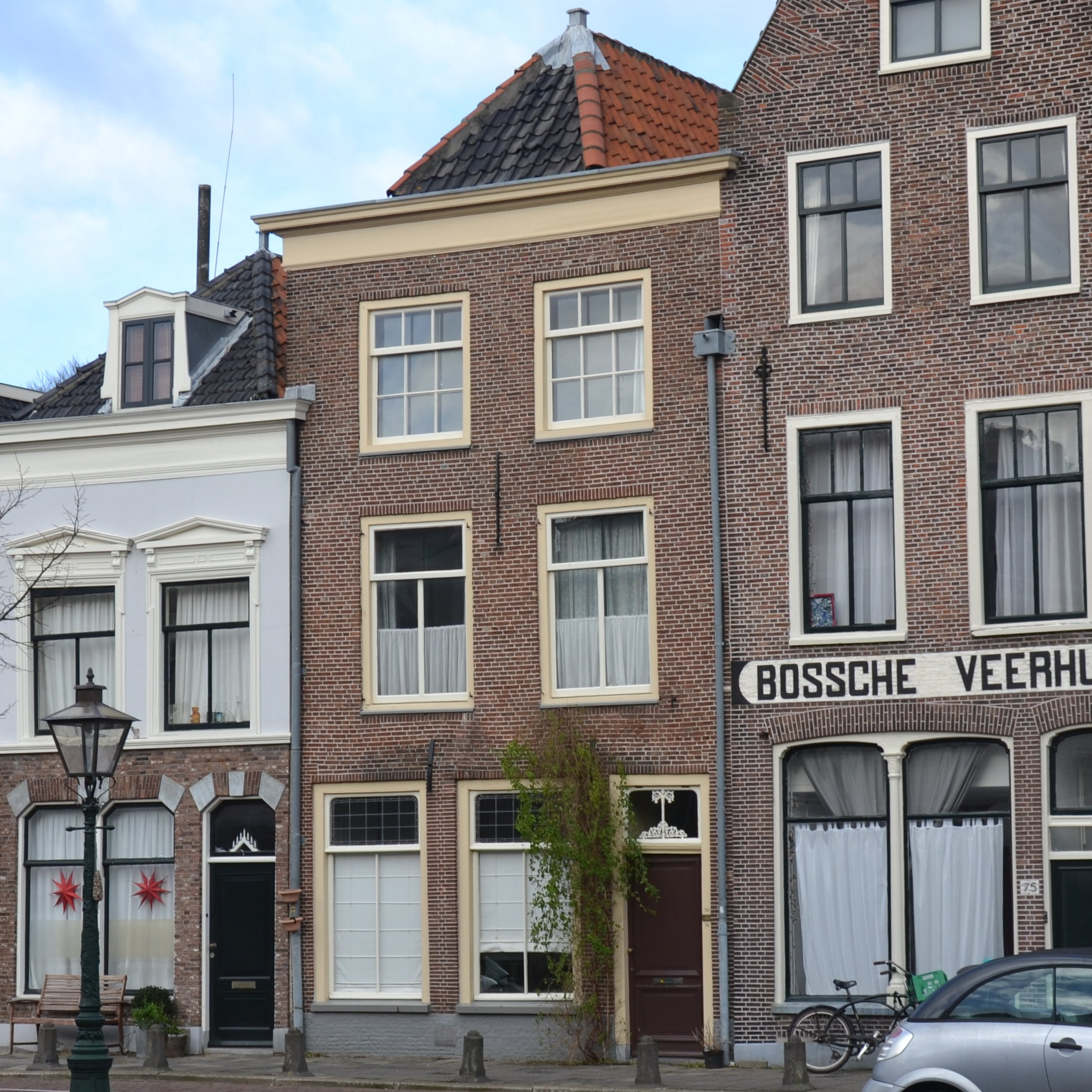
Nieuwe Rijn 74/74a
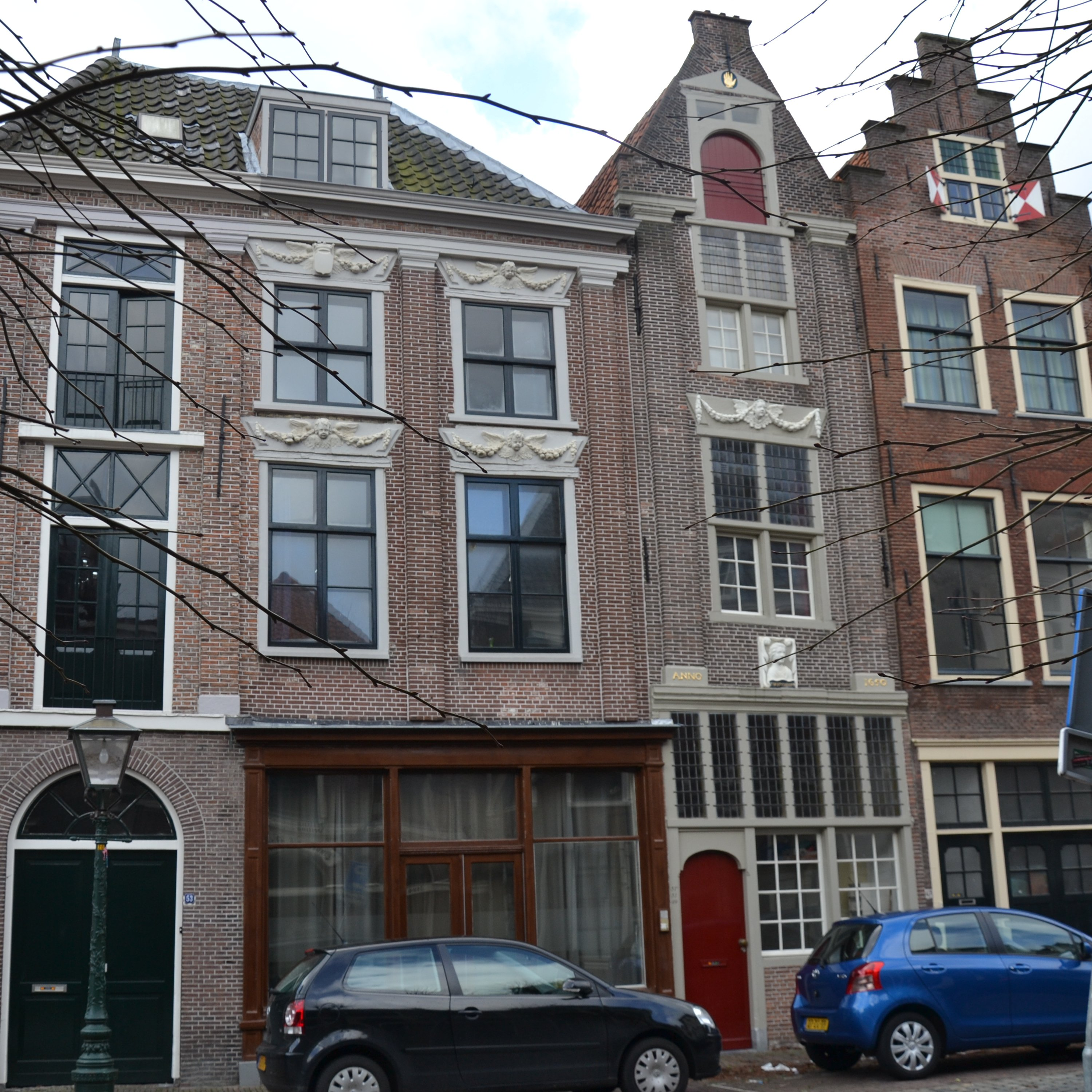
Nieuwstraat 49 en 51/51a
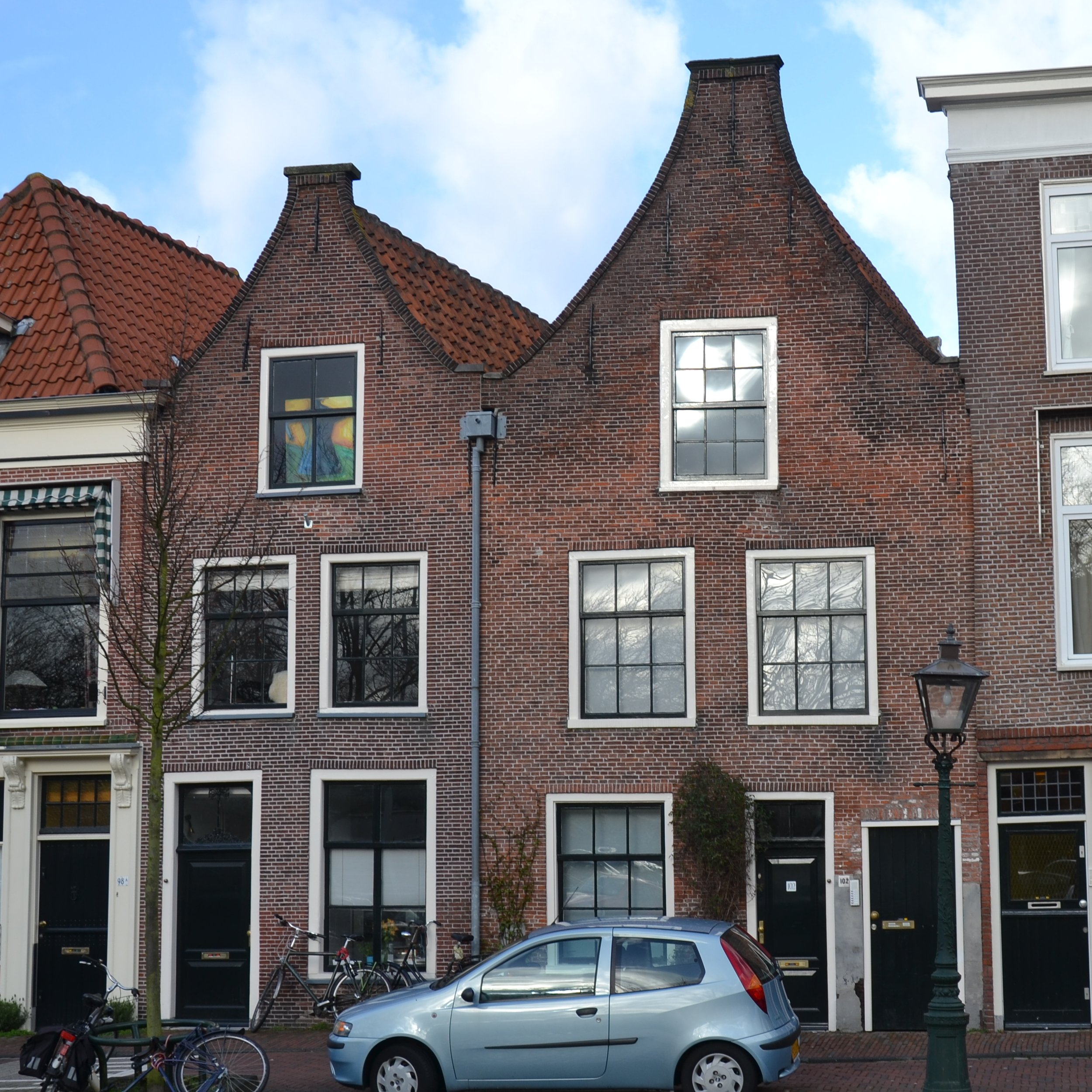
Oude Rijn 102
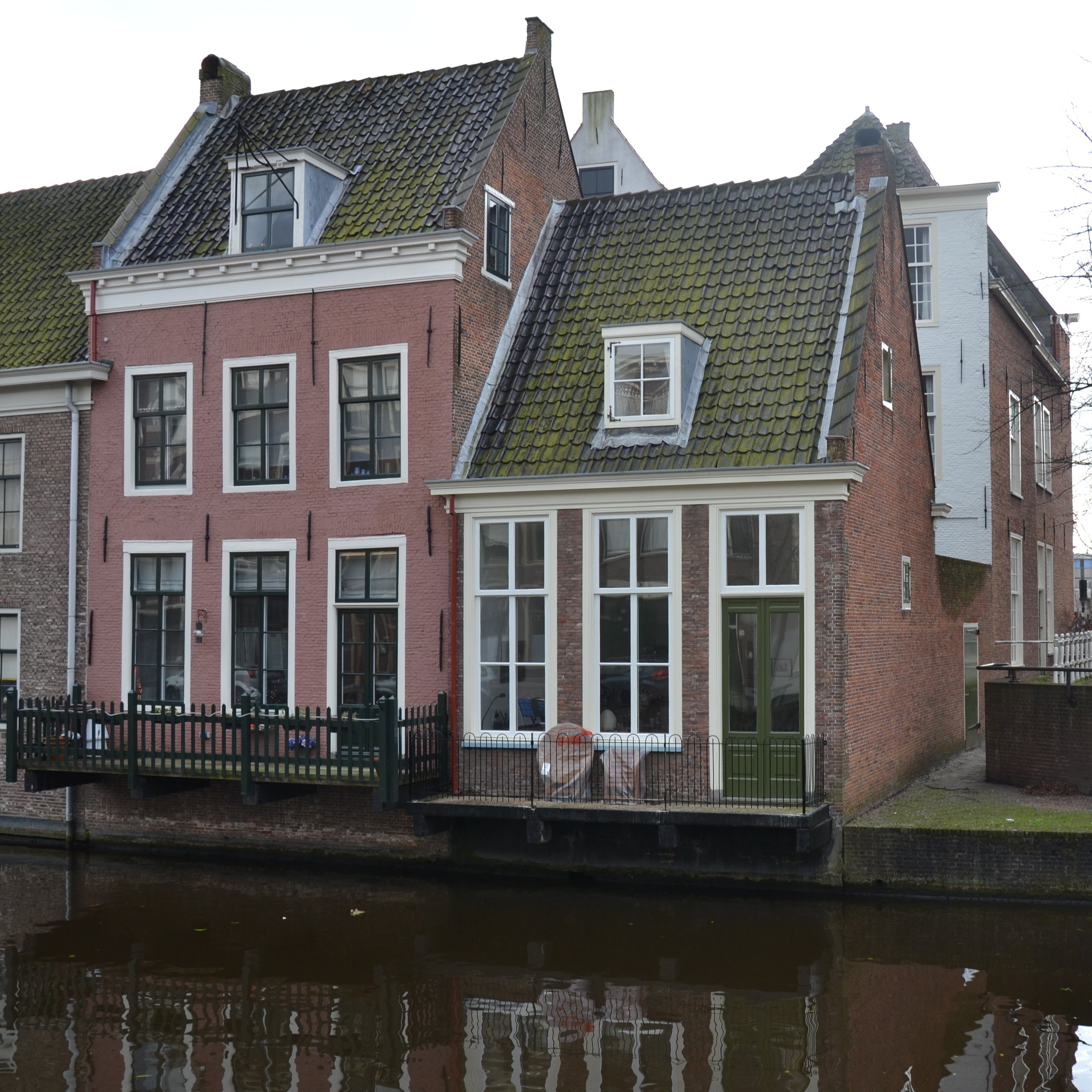
Watersteeg 1 en 3